# Элькайм, Жереми
Жереми Элькайм (фр. Jérémie Elkaïm) — французский актер, сценарист и режиссёр.

## Биография
Жереми Элькайм родился 29 августа 1978 года. Карьеру актёра начал со съёмок в короткометражных фильмах Франсуа Озона «Постельные сцены» (Scènes de lit) и «Девственники» (Les Puceaux). Известность к актёру пришла с ролью эмоционально неустойчивого подростка Матье в фильме Себастьена Лифшица «Почти ничего». Картина в целом была хорошо встречена критиками, вызвав в основном положительные отзывы.
Был женат на актрисе Валери Донзелли. Они столкнулись с серьёзным испытанием — онкологическим заболеванием ребёнка.
В 2011 году Элькайм и Валери Донзелли  написали сценарий к фильму «Я объявляю войну», сюжет которого связан с событиями их личной жизни и болезнью их  сына Габриэля, который также снимался в этой картине. Это фильм о борьбе  двух молодых родителей с тяжелым недугом их ребёнка. Валери также была режиссёром этой картины. Вместе с Элькаймом они исполнили главные роли в ней. Фильм был хорошо встречен критиками. Картина была представлена Францией на премию Оскар в номинации «лучший фильм на иностранном языке» в 2012 году, но в пятёрку номинантов не попала.

## Фильмография
| Год  |     | Русское название                  | Оригинальное название               | Роль                |
| ---- | --- | --------------------------------- | ----------------------------------- | ------------------- |
| 2016 | ф   | Безупречная                       | Irréprochable                       | Филипп Ферран       |
| 2012 | ф   | Твоя рука в моей руке             | Main dans la main                   | Жоашим Фокс         |
| 2011 | ф   | Палиция                           | Polisse                             | Габриель            |
| 2011 | ф   | Я объявляю войну                  | La guerre est déclarée              | Ромео               |
| 2010 | ф   | Бельвиль - Токио                  | Belleville-Tokyo                    | Жульен              |
| 2010 | кор |                                   | Madeleine et le facteur             |                     |
| 2010 | ф   |                                   | Les amours secrètes                 | Жан                 |
| 2009 | тф  | Милая Франция                     | Douce France                        | Жером               |
| 2009 | ф   | Светская жизнь                    | La grande vie                       | Дэмиен              |
| 2009 | ф   | Королева дурочек                  | La reine des pommes                 | Матье/Пьер/Поль/Жак |
| 2006 | ф   | Неприкасаемый                     | L'intouchable                       | ассистент режиссёра |
| 2006 | с   |                                   | Le bureau                           | Поль Делорм         |
| 2006 | кор | Канатоходец                       | Le funambule                        |                     |
| 2005 | с   | Секс в большом Париже             | Clara Sheller                       | Матье               |
| 2004 | тф  |                                   | La nourrice                         | Матье               |
| 2004 | с   | Великий журнал Канала+            | Le grand journal de Canal+          | Жереми Элькайм      |
| 2003 | ф   | Знакомьтесь, Ваша вдова           | Mariées mais pas trop               | Томас               |
| 2002 | тф  |                                   | Zone Reptile                        |                     |
| 2002 | тф  | Просто парень (фильм)             | À cause d'un garçon                 | Бенджамин           |
| 2001 | ф   | Секси бойз, или Французский пирог | Sexy Boys                           | Фрэнк               |
| 2001 | ф   | Порнограф                         | Le pornographe                      |                     |
| 2001 | кор | Маленькая сестра                  | Petite soeur                        | Молодой человек     |
| 2001 | кор |                                   | La gueule du loup                   |                     |
| 2001 | ф   |                                   | Folle de Rachid en transit sur Mars |                     |
| 2000 | кор |                                   | Les eléphants de la planète Mars    |                     |
| 2000 | ф   | Почти ничего (фильм)              | Presque rien                        | Матье               |
| 2000 | ф   | Банкрот                           | Banqueroute                         | танцор              |
| 1999 | кор | Транзит                           | Transit                             |                     |
| 1999 | ф   | Секретная боль                    | Tørst                               |                     |
| 1998 | кор | Постельные сцены                  | Scènes de lit                       | Поль                |
| 1998 | кор | Немного другое                    | Un léger différent                  |                     |
| 1996 | кор | Девственники                      | Les Puceaux                         |                     |